# Leucospermum muirii
Leucospermum muirii är en tvåhjärtbladig växtart som beskrevs av Henry Phillips. Leucospermum muirii ingår i släktet Leucospermum och familjen Proteaceae. Inga underarter finns listade i Catalogue of Life.